# Zambujal

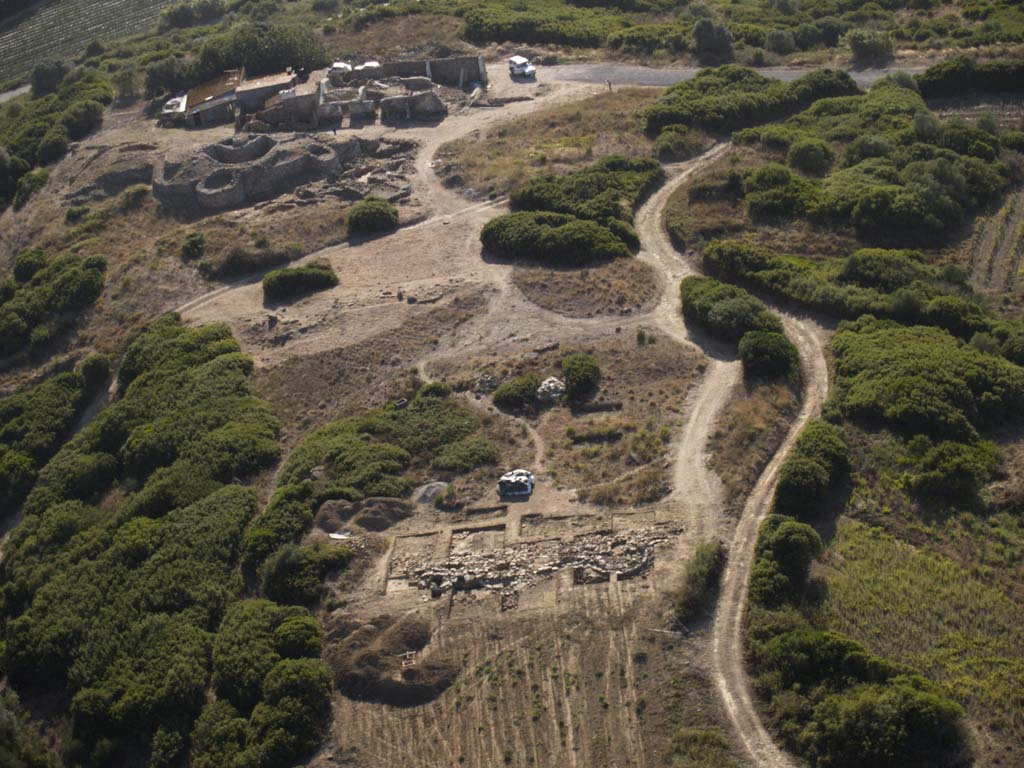
Zambujal, Blick von Ost nach West über Linie IV im Vordergrund, Linie III in der Bildmitte, auf Linie II und I vor dem Bauernhaus im Hintergrund links

Zambujal (auch Castro do Zambujal) ist eine befestigte Siedlung der Kupferzeit (3. und 2. Jahrtausend v. Chr.) auf der Iberischen Halbinsel. Sie liegt auf einem Bergsporn in der Nähe von Torres Vedras in Portugal. 
Durch geoarchäologische Untersuchungen, insbesondere Bohrungen in der Aue des Rio Sizandro und der zufließenden Ribeira de Pedrulhos, wurde festgestellt, dass die Siedlung des 3. Jahrtausends v. Chr. nur etwa einen Kilometer von einem heute verlandeten Meeresarm lag. Zambujal gehört zu einer Reihe von Fundorten, in der die früheste Kupfer-Metallurgie auf der Iberischen Halbinsel nachgewiesen wurde.
Dazu gehören u. a. in Spanien Los Millares (Provinz Almería), Valencina de la Concepción (Provinz Sevilla), Cabezo Juré (Provinz Huelva), und in Portugal Alcalar (Algarve), Vila Nova de São Pedro (Distrikt Lissabon) und Leceia (in der Nähe der Tejomündung). Vor der Mitte des 3. Jahrtausends v. Chr. scheint in der portugiesischen Estremadura das sogenannte Glockenbecher-Phänomen entstanden zu sein. Zambujal gehört in den Bereich der frühen Metallurgie und zum Kerngebiet der Glockenbecher-Bewegung auf der Iberischen Halbinsel, die sich dann relativ schnell in Europa ausbreitete.

## Entdeckung und Ausgrabung
Bei der Entdeckung der Anlage durch Leonel de Freitas Sampaio Trindade im Jahre 1932 war nur ein kleiner Hügel hinter einem Bauernhaus zu sehen. Erste Ausgrabungen erfolgten unter der Leitung von Leonel Trindade zusammen mit Aurélio Ricardo Belo 1959, 1960 und 1961. Das Deutsche Archäologische Institut, Abteilung Madrid (DAI Madrid) führte in Zusammenarbeit mit dem Institut für Ur- und Frühgeschichte der Universität Freiburg 1964, 1966, 1968, 1970, 1971 und 1973 Grabungen unter der Leitung von Edward Sangmeister und Hermanfrid Schubart durch. Im Jahr 1994 wurden neue Ausgrabungen des DAI begonnen, die sich auf den Bereich des teilweise eingestürzten Bauernhauses, auf äußere Bereiche im Osten und Norden sowie auf den Bereich unterhalb des Steilhanges im Westen konzentrieren. Sie sind noch nicht abgeschlossen. Die ersten beiden Kampagnen 1994 und 1995 standen unter der Leitung von Michael Kunst (DAI) und Hans-Peter Uerpmann von der Universität Tübingen, die Kampagne von 2002 unter der Leitung von Michael Kunst und Elena Morán (heute Stadtarchäologin von Lagos (Portugal)) und Rui Parreira (heute Direção Regional de Cultura do Algarve Faro Portugal). Die Kampagnen von 2004 und 2007 leitete Michael Kunst mit Unterstützung von Nina Lutz (Universität Marburg).

## Aufbau und Bauphasen

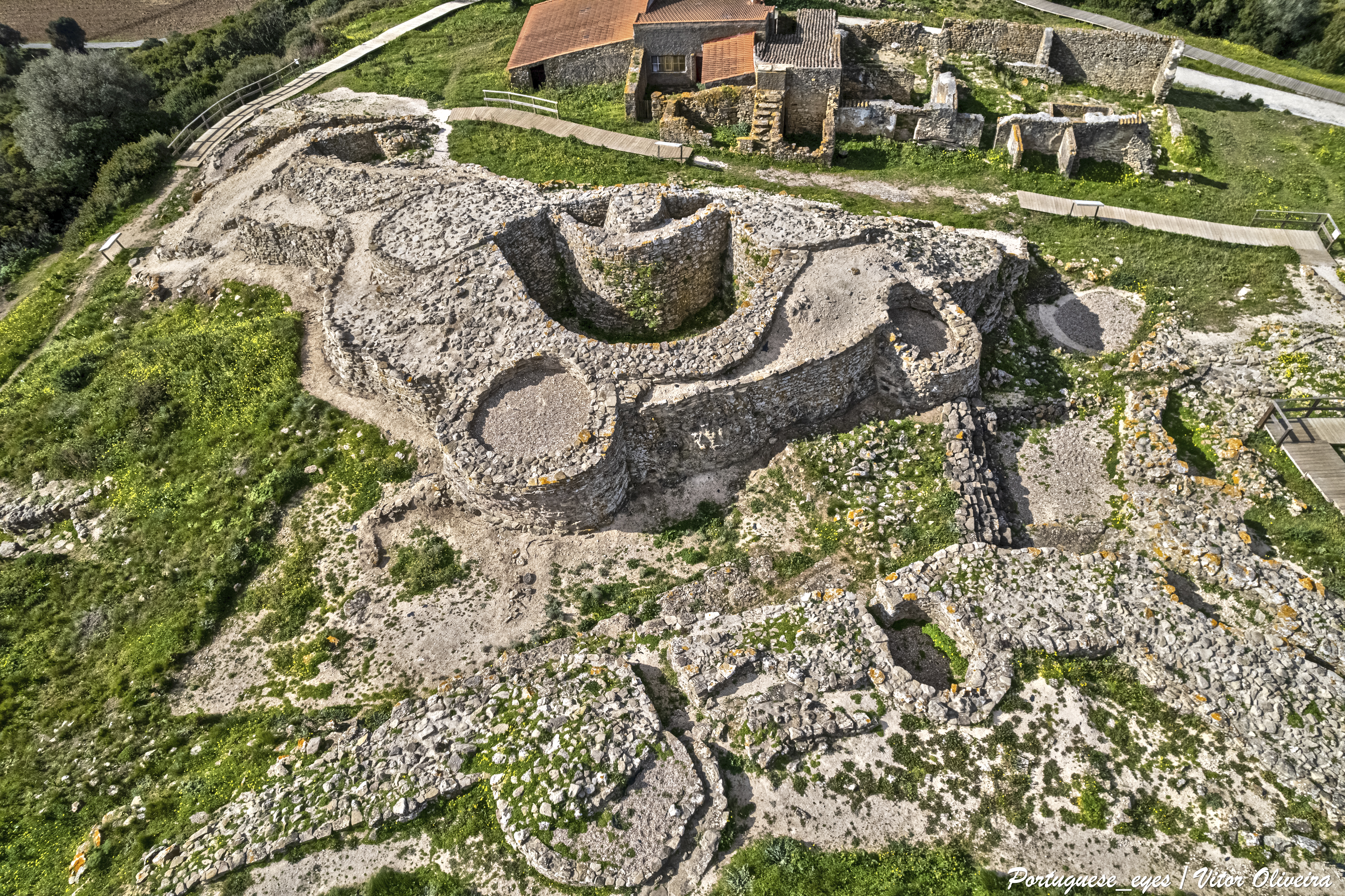
Zambujal, Blick von Ost nach West auf die Linien II und I; in der Bildmitte die Barbakane, davor die Hohltürme B (links) und A (rechts)

Das sogenannte Zentrum der Anlage, das aus einer Zitadelle von etwa elliptischer Form bestand, ist besonders gut erhalten. Nach Osten, also hangaufwärts, wurden bisher drei weitere Mauerlinien (Linie II bis IV) nachgewiesen, die den Bergsporn, auf dessen Ende die Zitadelle (Linie I) sitzt, in Form von aufeinander folgenden Abschnittsbefestigungen sicherten. Die meisten Mauern wurden im Laufe der Zeit mehrfach durch vorgesetzte Außen- oder Innenschalen verstärkt. An der Ostseite der Zitadelle hat sich besonders gut eine halbrunde, teilweise noch 4 m hohe Mauer erhalten, die nur innen kleine schießschartenartige Öffnungen aufweist. Daher die Bezeichnung der Anlage als Barbakane, früher auch Zwinger. Sie wurden später durch eine Mauerneuverschalung zugesetzt. Im Inneren der Anlage wurde zu allen Zeiten Kupfermanufaktur betrieben. Umbauten zeigen, dass das Verteidigungskonzept mehrfach geändert wurde.
Durch vertikal- und horizontal-stratigraphische Beobachtungen und damit zusammenhängende, teils strategische Überlegungen zu den Verhältnissen der Bauten zueinander konnten insgesamt 16 aufeinanderfolgende Bauphasen erkannt werden, die sich zu fünf Konzeptionen zusammenfassen ließen.
- Phase 1: Massive Türme werden durch eine etwa einen Meter breite Mauer in Zweischalentechnik verbunden. Im Zentrum entsteht eine kleine Zitadelle (Linie I), die hangaufwärts durch verschiedene bogenförmige Abschnittsbefestigungen (Linie II-IV) nach Osten abgesichert wird. Von ihr ausgehend teilen radiale Mauern zwischen den Abschnittsbefestigungen den Platz in kleine Höfe, die die Zitadelle ringförmig umgeben.
- Phase 2: Durch halbrunde Mauern mit kleinen Öffnungen (wohl Schießscharten) in Form von Barbakanen werden die Zitadelle und vermutlich auch andere Linien, wie z. B. eine große Halbrundmauer in Linie III andeutet, verstärkt.
- Phase 3: Durch eine vorgesetzte Mauerschale und weitere Umbauten werden die Schießscharten verschlossen. Barbakanen und andere kleine Höfe und Halbrundtürme werden mit großen Steinen aufgefüllt, so dass erhöhte Plattformen entstehen.
- Phase 4: Vor die Mauern aus Phase 3 werden seitlich hohle Rundtürme gesetzt, mit einem Oberbau in Form eines Kraggewölbes – man spricht auch von falschen Kuppeln.
- Phase 5: Nachdem große Teile der Mauern der ersten und zweiten Linie verstürzt waren, wird darüber eine neue Mauer mit kleinen Eingängen errichtet, von der jedoch nichts mehr erhalten ist.

Die Anlage war um ein Vielfaches größer als früher angenommen, wie zunächst die Entdeckung der vierten Mauerlinie mit Halbrundtürmen zeigte, die eine ähnliche Baugeschichte aufweist wie das Zentrum. Aber durch Prospektionen der letzten Jahre wurden zahlreiche Funde auf dem Gelände östlich der vierten Linie, weiter hangaufwärts, nachgewiesen. Im Inneren wurde zu allen Zeiten Kupfer verarbeitet. Verschiedene Wohnbereiche wurden innerhalb der Einfriedung dokumentiert, aber auch am Hang unterhalb des Bergsporns, auf dem die Befestigung liegt, scheint gesiedelt worden zu sein. Bisher sind jedoch nur sehr wenige Reste von Rundhäusern gefunden worden, die auf keinen Fall der Anzahl von Menschen entsprechen, die für den Bau und die Verteidigung der Anlage notwendig gewesen wären. Die nahe Meeresbucht war von fundamentaler Bedeutung für die Siedlung, nicht nur für die Ernährung wie Reste von Fischen und Muscheln zeigen, sondern wahrscheinlich auch für den Transport verschiedener in Zambujal verwendeter Materialien wie Amphibolit, Elfenbein und Kupfer sowie für den Tauschhandel. Das Ende der Siedlung in der Bronzezeit (nur vereinzelte Funde zeigen noch eine lockere Besiedlung bis zum Übergang zur Eisenzeit an und dann erst wieder ab dem Mittelalter) könnte mit dem Verlanden der Meeresbucht in Zusammenhang stehen. Die Funde der Grabungen werden im Museu Municipal Leonel Trindade de Torres Vedras aufbewahrt.

### Monographien (nach Erscheinungsjahr)
- Edward Sangmeister, Hermanfrid Schubart: Zambujal. Die Grabungen 1964 bis 1973. (= Madrider Beiträge. Band 5). Mit Beiträgen von Angela von den Driesch und Joachim Boessneck, Maria Hopf, G. Sperl, B. Kleinmann. Zambujal Teil 1. Verlag Philipp von Zabern, Mainz 1981, ISBN 3-8053-0055-7.
- Michael Kunst: Zambujal. Glockenbecher und kerbblattverzierte Keramik aus den Grabungen 1964 bis 1973. (= Madrider Beiträge. Band 5). Zambujal Teil 2. Verlag Philipp von Zabern, Mainz 1987, ISBN 3-8053-0884-1.
- Edward Sangmeister, María de la Cruz Jiménez Gómez: Zambujal. Kupferfunde aus den Grabungen 1964 bis 1973; Los Amuletos de las Campañas 1964 hasta 1973. (= Madrider Beiträge. 5). Zambujal Teil 3. Verlag Philipp von Zabern, Mainz 1995, ISBN 3-8053-1571-6.
- Hans-Peter Uerpmann, Margarethe Uerpmann: Zambujal. Die Stein- und Beinartefakte aus den Grabungen 1964 bis 1973. (= Madrider Beiträge. 5). Zambujal Teil 4. Verlag Philipp von Zabern, Mainz 2003, ISBN 3-8053-2870-2.

### Aufsätze (alphabetische Reihenfolge)
- Felix Arnold, Michael Kunst: Zur Rekonstruktion kupferzeitlicher Befestigungsanlagen auf der Iberischen Halbinsel. Turm B von Zambujal (Torres Vedras, Lisboa, Portugal). In: Madrider Mitteilungen. 52, 2011, Deutsches Archäologisches Institut/Ludwig Reichert Verlag, Wiesbaden 2011, ISBN 978-3-89500-825-2, S. 36–86 (Taf. 1–12).
- Katharina Cordes, Andreas Gut, Thomas Schuhmacher: Zur Frage der 'Schieß-Scharten’ in Zambujal. In: Madrider Mitteilungen. 31, 1990, Verlag Philipp von Zabern, Mainz 1991, ISBN 3-8053-1192-3, S. 83–108 (Taf. 15).
- Rainer Dambeck, Heinrich Thiemeyer, Nico Herrmann, Arie J. Kalis, Michael Kunst, Alan Lord, Holger Rittweger, Hans-Peter Stika, Astrid Stobbe: Holozäne Talentwicklung und Landschaftswandel am Rio Sizandro. Geoarchäologische Beiträge zum Projekt ›Sizandro – Alcabrichel‹ (Torres Vedras, Portugal). In: Madrider Mitteilungen. 51, Reichert Verlag, Wiesbaden 2010, ISBN 978-3-89500-753-8, S. 9–41 (Abb. 1–7, Tab. 1–3).
- Gerd Hoffmann: Zur holozänen Landschaftsentwicklung im Tal des Rio Sizandro (Portugal). In: Madrider Mitteilungen. 31, 1990, Verlag Philipp von Zabern, Mainz 1991, ISBN 3-8053-1192-3, S. 21–33 (Taf. 2).
- Michael Kunst: Zylindrische Gefäße, Kerbblattverzierung und Glockenbecher in Zambujal (Portugal). Ein Beitrag zur kupferzeitlichen Keramikchronologie. In: Madrider Mitteilungen. 36, Verlag Philipp von Zabern, Mainz 1995, ISBN 3-8053-1735-2, S. 136–149 (Taf. 13–14).
- Michael Kunst, Nina Lutz: Zambujal (Torres Vedras, Portugal). Zur Präzision der absoluten Chronologie durch die Untersuchungen an der vierten Befestigungslinie. In: Madrider Mitteilungen. 49, Reichert Verlag Wiesbaden 2008, ISBN 978-3-89500-654-8, S. 29–63 (Farbtaf. 3; Taf. 1–15).
- Michael Kunst, Hans-Peter Uerpmann: Zambujal (Portugal). Vorbericht über die Grabungen 1994. In: Madrider Mitteilungen. 37, Verlag Philipp von Zabern, Mainz 1996, ISBN 3-8053-1833-2, S. 10–36 (Taf. 2–9).
- Michael Kunst, Leonel Joaquim Trindade: Zur Besiedlungsgeschichte des Sizandrotals. Ergebnisse aus der Küstenforschung. In: Madrider Mitteilungen. 31, 1990, Verlag Philipp von Zabern, Mainz 1991, ISBN 3-8053-1192-3, S. 34–82 (Taf. 3–14).
- Edward Sangmeister, Hermanfrid Schubart: Grabungen in der kupferzeitlichen Befestigung von Zambujal/Portugal 1964. In: Madrider Mitteilungen. 6, F. H. Kerle Verlag, Heidelberg 1965, S. 39–64 (Abb. 11–21, Taf. 13–26).
- Edward Sangmeister, Hermanfrid Schubart, Grabungen in der kupferzeitlichen Befestigung von Zambujal/Portugal 1966, In: Madrider Mitteilungen. 8, 1967, F. H. Kerle Verlag, Heidelberg 1968, S. 47–78 (Taf. 7–13).
- Edward Sangmeister, Hermanfrid Schubart, Grabungen in der kupferzeitlichen Befestigung von Zambujal/Portugal 1968, In: Madrider Mitteilungen. 10, 1969, F. H. Kerle Verlag, Heidelberg 1970, S. 11–44 (Abb. 6–7, Taf. 1–8).
- Thomas G. Schattner (Hrsg.): Archäologischer Wegweiser durch Portugal (= Kulturgeschichte der Antiken Welt. Band 74). Philipp von Zabern, Mainz 1998, ISBN 3-8053-2313-1, S. 131–134.

### Portugiesische Publikationen (alphabetische Reihenfolge)
- Michael Kunst (Coord.): Origens, Estruturas e Relações das Culturas Calcolíticas da Península Ibérica. Actas das I Jornadas Arqueológicas de Torres Vedras, 3 a 5 de Abril de 1987. Trabalhos de Arqueologia Band 7. Instituto Português do Património Arquitectónico e Arqueológico, Lisboa 1995, ISBN 972-8087-15-2, S. 17–53.
- Michael Kunst, Hans-Peter Uerpmann: Zambujal (Torres Vedras, Lisboa). Relatório das escavações de 1994 e 1995. In: Revista Portuguesa de Arqueologia 5, 1. Instituto Português de Arqueologia 2002. ISSN 0874-2782, S. 67–120.
- Afonso do Paço, Vera Leisner, Leonel Trindade, Hermanfrid Schubart, Octávio da Veiga Ferreira: „Castro do Zambujal (Torres Vedras)“. In: „Boletim da junta distrital de Lisboa“ (II Série) 61-62, 1964, S. 279–306.
- Edward Sangmeister, Hermanfrid Schubart, Leonel Trindade: Escavações no Castro Eneolítico do Zambujal (Torres Vedras – Portugal) 1964. Torres Vedras 1966.
- Edward Sangmeister, Hermanfrid Schubart, Leonel Trindade: Escavações no Castro Eneolítico do Zambujal 1966. In: O Arqueólogo português. N, S. 3, Band 3, 1969, S. 71–114.
- Edward Sangmeister, Hermanfrid Schubart, Leonel Trindade: Escavações na fortificação eneolítica do Zambujal 1968. In: O Arqueólogo português. N, S. 3, Band 4, 1970, S. 65–114.
- Edward Sangmeister, Hermanfrid Schubart, Leonel Trindade: Escavações na fortificação da Idade do Cobre do Zambujal/Portugal 1970. In: O Arqueólogo português. N, S. 3, Band 5, 1971, S. 51–96.
- Edward Sangmeister, Hermanfrid Schubart, Leonel Trindade: Escavações na fortificação da Idade do Cobre do Zambujal/Portugal 1972/73. In: O Arqueólogo português. N, S. 3, Band 7–9, 1974–1977, 1979, S. 125–140.